# Thea White
Thea White foi uma dubladora estadunidense.

## Biografia

### Dublagens
- Coragem, o Cão Covarde (1999-2002) - Muriel Bagge
- Pecola (2003) - Corey o esquilo
- Coragem, o Cão Covarde especial (2014) - Muriel Bagge

### Vida pessoal
Thea White vive em Livingston (Nova Jérsei) com o seu marido, Andy White que é mais conhecido por ter tocado na primeira single dos Beatles, "Love Me Do" no lugar de Ringo Starr. Ela é uma bibliotecária da Ruth L. Rockwood Memorial Library.